# Il mistero dei Girasole
Il mistero dei Girasole (Sea Lord) è il secondo romanzo di avventura dello scrittore britannico Bernard Cornwell appartenente ad una serie di cinque libri legati al tema della navigazione.

## Trama
John Rossendale, ultimo conte di Stowey, è un nobile decaduto ma interessato soprattutto alla sua passione per il mare e legato all'Inghilterra solo per amore della sorella minore Georgina, gravemente minorata. A bordo di un cutter vaga per i mari di tutto il mondo ed ha tagliato i ponti con il resto della famiglia dopo essere stato accusato di aver fatto sparire l'unico oggetto di valore degli Stowey: un quadro di Vincent van Gogh. Il quadro è ormai introvabile da quattro anni e solo per poter continuare le cure di Georgina John accetta di cercare di recuperarlo da misteriosi trafficanti d'arte che ne hanno chiesto il riscatto iniziando a tagliare dei pezzetti di tela. Accolto malissimo dai familiari John scopre dolorosi retroscena sulle persone che gli sono più vicine; rischierà la vita, ma troverà anche un motivo per mettere radici.

## Edizioni
- Bernard Cornwell, Il mistero dei Girasole, traduzione di Maria Luisa Righi, Longanesi, 1989.
- Bernard Cornwell, Il mistero dei Girasole, traduzione di Maria Luisa Righi, Teadue, TEA, 24 maggio 1993,  p. 332, ISBN 9788878194267.